# 神田多町

神田多町（日语：／ Kanda-tachō */?）是東京都千代田區地名，住居表示未實施地域，現行行政地名只有神田多町二丁目。郵遞區號為101-0046。2013年8月1日為止有人口有843人。

## 地理
位於千代田區北部，東鄰神田須田町與神田鍛冶町，西接神田司町，南與內神田間以神田警察通（神田警察通り）為界，北臨神田須田町。過去曾有神田多町一丁目，但1966年實施住居表示時將一丁目併入內神田三丁目。
南北向的多町大通（多町大通り）與東西向的一八通（一八通り）穿過本地。神田多町為商業地區，多辦公大樓與商店。

## 歷史
1606年（慶長11年）成立，慶長年間名主河津五郎太夫在二丁目開設菜市，明曆大火後規模擴大發展成御用市場，後為神田青物市場，關東大地震時毀壞，1928年（昭和3年）移至秋葉原，結束長達3世紀的歷史。
1911年（明治44年）去除神田冠稱。1933年（昭和8年）區劃整理，堅大工町與新石町部分區域合併成立多町一丁目。原多町町域成立多町二丁目。1947年（昭和22年）千代田區成立，恢復冠稱。1966年（昭和41年）一丁目實施住居表示併入內神田，二丁目因居民反對而未實施。

### 地名的由來
過去此地為田地而稱為田町，隨著城市發展而改字為多町，但改名的年代不明。俗稱「メッタ町」。

## 交通
町域内沒有鐵道站，西方有地下鐵丸之內線淡路町站、都營新宿線小川町站、千代田線新御茶之水站等，東方有神田站。

## 設施
- 東京都齒科醫師會附屬齒科衛生士專門學校
- 早川書房
- 鶴屋高爾夫（つるやゴルフ）神田站前店
- 京王布萊索酒店（日语：京王プレッソイン）神田
- 煤氣石油機器會館
- 日本信用情報機構（日语：日本信用情報機構）
- 琉球銀行東京支店

## 備註
1. ↑  千代田区ホームページ - 町丁別世帯数および人口（住民基本台帳）：平成25年8月1日現在 的存檔，存档日期2013-10-27.